# Walter Kunz (Sänger)
Hans Walter Kunz († nach 1951) war ein erzgebirgischer Mundartsänger und -sprecher. Er trat meist mit Laute auf.

## Leben und Wirken
Kunz war in der Bergstadt Eibenstock im sächsischen Erzgebirge heimisch, wo er als Schriftsetzer arbeitete und 1931 Hilde Charlotte Siegel heiratete. 1927 hatte er einen seiner ersten öffentlichen Auftritte. Bei einer Tagung des Gewerkschaftsbundes Deutscher Angestellter in Eibenstock unterhielt er seine Kollegen mit einigen Gesangsstücken des Volkssängers Anton Günther in erzgebirgischer Mundart. Ab 1934 trat er regelmäßig bei Veranstaltungen verschiedener Vereine und der neuen nationalsozialistischen Machthaber in der Bergstadt und umliegenden Orten auf, so bei Heimatfesten, erzgebirgischen Hutzenabenden oder auch bei „Kameradschaftsabenden“ der Polizei und SA, oft gemeinsam mit Stephan Dietrich, bei denen er erzgebirgische Lieder zur Laute sang.
1936 wird er als Mitglied der NSDAP bezeichnet. Er wurde damals als Mitwirkender einer Musikveranstaltung in Chemnitz vom Reichssender Leipzig und der Gauwaltung der Deutschen Arbeitsfront ausgewählt.
Weitere Bekanntheit erlangte Kunz 1937 durch den Gewinn des 1. Erzgebirgischen Streitsingens des Heimatwerkes Sachsen, an dem er als Einzelsänger auftrat und das „Grenzschutz-Lied“ vortrug, das den ersten Preis bei der Abstimmung von über 7000 Rundfunkhörern des Reichssenders Leipzig gewann. 
Der Gewinn des 1. Preises beim Streitsingen führte auch zu Einladungen in Regionen außerhalb des Erzgebirges. So wurde Kunz im Februar 1938 als Heimatsänger zu zehn Vortragsabenden in den Kreis Bautzen in der Oberlausitz verpflichtet, wo er mit Luise Pinc auftrat. 
Nachdem er von Eibenstock nach Aue umgezogen war, qualifizierte er sich im Juni 1940 erneut für das Erzgebirgische Streitsingen und zählte in Schwarzenberg/Erzgeb. zu den Preisträgern.
Im 1. Quartal 1942 trat er als „Erzgebirgssänger“ auf, darunter auch mit den „Sosaer Maad“ im Lazarett in Schneeberg (Erzgebirge) vor Kriegsverletzten. Auf Heimaturlaub von der „Ostfront“ zurückgekehrt, kam es im Oktober 1942 in Eibenstock „nach jahrelanger Pause“ zu einem öffentlichen „Überraschungsauftritt“, bei dem er zwei Lieder von Anton Günther und das „Schwalbenlied“ vortrug.
Im Oktober 1944 wurde ihm als Obergefreiten das Kriegsverdienstkreuz 2. Klasse verliehen.
Nach dem Zweiten Weltkrieg trat Walter Kunz auch als Mundartsprecher und Entertainer bei Heimatabenden auf, so bis 1951 für das Terzett von Curt Herbert Richter.